# Jorge Quinteros
Jorge Quinteros (San Fernando, 27 juli 1974) is een voormalig Argentijnse voetballer. 
Hij speelde vier keer voor Argentinos Juniors. Een hoogtepunt in zijn carrière was de Clausura titel met San Lorenzo in 2001 en de Clausura in 2005 met het Chileense Universidad Católica.